# Alandise Harris
Alandise Lee Harris (Little Rock, 23 novembre 1990) è un ex cestista statunitense.